# Palinka

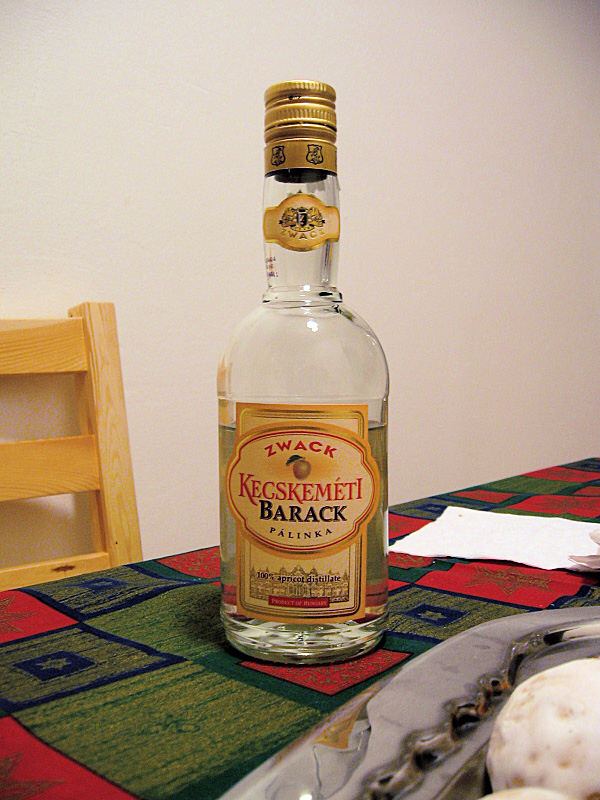
Una botella de palinka, una bebida típica húngara.

Palinka (en húngaro, pálinka; en rumano, palincă) bebida alcohólica tradicional de Hungría, Transilvania y Voivodina. Se hace a partir de varios tipos de frutas; el más común es de ciruela, pera, albaricoque, o melocotón. También se puede hacer de manzana, cereza, bayas, o membrillo.
Otras variedades se hacen de miel, frutos de rosal o brisa. Puede alcanzar en su elaboración entre un 16 a 90 % de alcohol.

## Definición de la Unión Europea
Desde 2002, el palinka solo recibe este nombre si se ha hecho al 100 % con frutos o hierbas de la cuenca de los Montes Cárpatos y crecidos en Hungría o de una brisa de Hungría y no tiene aditivos artificiales, embotellado en Hungría y con un grado alcohólico entre 37,5 % y 86 %. También se denomina palinka aquel hecho en cuatro provincias de Austria, en base de albaricoques.
Palinka es una denominación de origen protegida ante la Unión Europea desde el 13 de febrero de 2008. También cuenta con registro ante la Organización Mundial de la Propiedad Intelectual desde 22 de junio de 2021.